# Friedrich Karl Ginzel
Friedrich Karl Ginzel (Liberec, 23 de fevereiro de 1850, Boêmia – Berlim, 29 de junho de 1926) foi um astrônomo austriaco.
Friedrich Karl Ginzel foi a partir de 1877 observador no Observatório Theodor Oppolzers em Viena. Em 1886 foi membro do Astronomisches Rechen-Institut do Observatório de Berlim. Em 1899 publicou um estudo significativo sobre eclipse solar e lunar no passado. Dedicou-se depois em especial à cronologia. Sua obra em três volumes Handbuch der mathematischen und technischen Chronologie (1906–1914) é até a atualidade uma obra de referência sobre calendário e cronologia antiga, embora alguns capítulos estejam defasados.

## Obras
- Ueber Veränderungen am Fixsternhimmel : Vortrag, gehalten am 4. Januar 1886 im Wissenschaftlichen Club zu Wien. Richter, Hamburg 1886
- Spezieller Kanon der Sonnen- und Mondfinsternisse für das Ländergebiet der klassischen Altertumswissenschaften und dem Zeitraum von 900 vor Chr. bis 600 nach Chr. Berlin: Mayer & Müller, 1899 (Digitalisat)
- Handbuch der mathematischen und technischen Chronologie. Das Zeitrechnungswesen der Völker, 3 Bde., Leipzig 1906/1911/1914 (ND 1958)
  - I. Band: Zeitrechnung der Babylonier, Ägypter, Mohammedaner, Perser, Inder, Südostasiaten, Chinesen, Japaner und Zentralamerikaner (Seitenscans)
  - II. Band: Zeitrechnung der Juden, der Naturvölker, der Römer und Griechen sowie Nachträge zum I. Bande (Volltext)
  - III. Band: Zeitrechnung der Makedonier, Kleinasier und Syrer, der Germanen und Kelten, des Mittelalters, der Byzantiner (und Russen), Armenier, Kopten, Abessinier, Zeitrechnung der neueren Zeit, sowie Nachträge zu den drei Bänden (Seitenscans)